# Empheremyiops discalis
Empheremyiops discalis är en tvåvingeart som beskrevs av Townsend 1927. Empheremyiops discalis ingår i släktet Empheremyiops och familjen parasitflugor.
Artens utbredningsområde är Peru. Inga underarter finns listade i Catalogue of Life.